# Pula (Sardinija)

Pula (lat. Nora) je mjesto u Italiji, smješten u talijanskoj regiji Sardiniji.

## Vanjske poveznice
- Službene internet stranice (tal.)